# Gondolier (album)
Pour l’article homonyme, voir Gondolier.
 (mai 2020).
Si vous disposez d'ouvrages ou d'articles de référence ou si vous connaissez des sites web de qualité traitant du thème abordé ici, merci de compléter l'article en donnant les références utiles à sa vérifiabilité et en les liant à la section « Notes et références ».
Albums de Dalida
Miguel
(1957) Les Gitans
(1958)
Gondolier est le troisième album studio en langue française de la chanteuse française Dalida. L'album contient le titre Gondolier qui rencontre un grand succès en Europe en 1958. L'album contient d'autres succès tels que Buenas noches mi amor, Histoire d'un amour et Le Jour où la pluie viendra.
En 2002, Barclay publie une version en édition limitée numérotée du vinyle original CD et 10" (25 cm) remastérisée en disque vinyle sous le même nom dans le cadre d'une compilation contenant rééditions de tous les albums studio de Dalida enregistrés sous le label Barclay.

## Liste des pistes
| 1. | Gondolier           | 2:54 |
| 2. | Histoire d'un amour | 3:04 |
| 3. | Calypso Italiano    | 2:26 |
| 4. | Pour garder         | 2:35 |
| 5. | Lazzarelle          | 3:12 |

| Face B | Face B                      | Face B | Face B | Face B | Face B | Face B | Face B | Face B | Face B |
| No     | Titre                       | Durée  |        |        |        |        |        |        |        |
| ------ | --------------------------- | ------ | ------ | ------ | ------ | ------ | ------ | ------ | ------ |
| 1.     | Buenas Noches Mi Amor       | 2:44   |        |        |        |        |        |        |        |
| 2.     | Le jour où la pluie viendra | 2:55   |        |        |        |        |        |        |        |
| 3.     | J'écoute chanter la brise   | 2:24   |        |        |        |        |        |        |        |
| 4.     | Pardon                      | 2:55   |        |        |        |        |        |        |        |
| 5.     | Oh! La La                   | 2:46   |        |        |        |        |        |        |        |
| 27:55  |                             |        |        |        |        |        |        |        |        |